# I due carabinieri
I due carabinieri è un film italiano del 1984 diretto da Carlo Verdone.

## Trama
Marino è un ragazzo cocciuto e tutto d'un pezzo, ultimo erede di una famiglia di Carabinieri; Glauco è invece un trentenne spigliato ed estroverso, perennemente squattrinato. I due si conoscono a Roma durante le selezioni per l'arruolamento nell'Arma, attraverso cui cercano di dare una svolta alle loro vite: consolidano la loro amicizia durante il corso formativo e, dopo il giuramento, si ritrovano a far coppia anche in servizio. A loro si unisce occasionalmente anche Adalberto, un ragazzo dall'animo sensibile, insicuro ed ansioso che ha scelto la divisa per vincere le sue insicurezze oltreché fuggire dai genitori opprimenti che lo vorrebbero invece vedere sistemato nell'azienda di famiglia.
Nella capitale Glauco e Marino vengono impiegati in diversi servizi, tra cui il piantonamento in ospedale di un detenuto malavitoso che, approfittando dell'ingenuità dei due, riesce a mettere dei soldi nella tasca della giacca dell'uniforme di Glauco. Al rientro in caserma i due si accorgono del fatto, sicché il giorno successivo cercano di riconsegnare i soldi. Il detenuto, con l'aiuto di altri due complici, riesce ad evadere dall'ospedale sotto il naso dei due carabinieri, che una volta accortisi, lo inseguono con un taxi riuscendo infine a ricondurlo in ospedale.
Rita è la cugina di Marino, di cui lui è sempre stato maniacalmente invaghito e pertanto vorrebbe che rimanesse senza fidanzato per tutta la vita. Egli non sospetta però che Glauco, dopo averla conosciuta al giuramento, successivamente avrebbe iniziato a frequentarla. Deluso dall'ennesimo rifiuto della cugina e dalla sua preferenza nei confronti di Glauco, e capendo che questi si faceva sempre più valere durante il servizio, Marino chiede il trasferimento in Piemonte.
Il destino vuole che nella piccola caserma a cui viene assegnato Marino, si ricomponga la triade poiché vi ritrova anche Glauco e il fanciullesco Adalberto: il primo perché una volta saputo del trasferimento di Marino decide di trasferirsi anch'egli, spinto, soprattutto, da un forte sentimento amicale nei suoi confronti; il secondo invece era stato fatto trasferire per volontà dei genitori, che lo volevano più vicino a casa. Iniziano le birichinate e le vicende che celebrano l'Arma, ricordando, tra sentimento e ironia, il delicato ruolo dei carabinieri.

Rita (Paola Onofri) tra l'interesse amoroso Glauco e il possessivo cugino Marino.

I tre vengono infatti impiegati per un servizio antidroga in un casolare nel quale Adalberto uccide un trafficante, salvando la vita al maggiore dei carabinieri. La sera, rimasti soli nella fredda caserma piemontese, per vincere la malinconia, decidono di farsi una partita a carte e casualmente all'interno di una scatola trovano pochi grammi della cocaina sequestrata. Marino e Glauco cedono alla tentazione di sniffarla, facendola provare anche all'inconsapevole Adalberto, sconsolato per aver ucciso una persona.
Mentre questi esce di pattuglia sotto l'effetto della droga, Glauco e Marino vanno a trovare due donne conosciute qualche giorno prima durante la ricezione di una denuncia, finendo inevitabilmente sotto le lenzuola. L’indomani, assalito dai sensi di colpa, Glauco chiama Rita chiedendole di raggiungerlo al Settentrione per incontrarsi, ormai consapevole che è innamorato di lei. La stessa mattina, Adalberto perde la vita aprendo il bagagliaio di un'autobomba abbandonata.
I rapporti tra Marino e Glauco vanno a rotoli quando il primo, sospettando che il secondo avesse occultato una bustina di droga durante il sequestro per rivendersela, lo trova in realtà a Torino, in una camera di hotel, in compagnia di Rita. Marino, ormai invaso dalla gelosia, non condivide tale situazione e inevitabilmente va su tutte le furie arrivando alle mani con il collega/amico. Entrambi, quindi, vengono convocati dal Colonnello per valutare la loro posizione disciplinare, visto che l'alterco iniziale era sfociato in una rissa nel centro della città.
L'ufficiale concede loro un periodo di licenza per riposarsi e riflettere sui loro recenti comportamenti in attesa del processo. Entrambi si ritrovano in un treno diretto a Roma: Marino, dopo l'ennesimo tentativo di riappacificazione di Glauco, cambia vagone finendo però nelle mani di uno squilibrato che, armato di mitra, tiene in pugno un gruppo di boy scout e minaccia di ucciderli a uno a uno qualora non dovessero assecondare le sue richieste. A salvare la vita di tutti sarà la furbizia di Glauco che, camuffandosi da frate, si riscoprirà eroe riuscendo a disarmare il malvivente e a farlo uccidere. Sarà così perdonato e riceverà il benestare dell'amico cocciuto per portare all'altare Rita.

## Produzione
Il film è stato girato tra Lazio e Piemonte nel settembre del 1984. Gran parte della pellicola è ambientata a Roma e provincia, con riprese in luoghi della città eterna come il lungotevere Flaminio, nella finzione casa di Glauco e teatro di altre vicissitudini tra lui e Marino, o l'ospedale Sant'Eugenio e il quartiere EUR – con la basilica dei Santi Pietro e Paolo, e il cosiddetto Fungo al Parco Centrale del Lago – attraverso cui si snoda l'inseguimento in taxi, o ancora piazza di Siena dove ha luogo la parata che chiude il film, o l'oratorio del Gonfalone teatro del matrimonio tra Glauco e Rita.

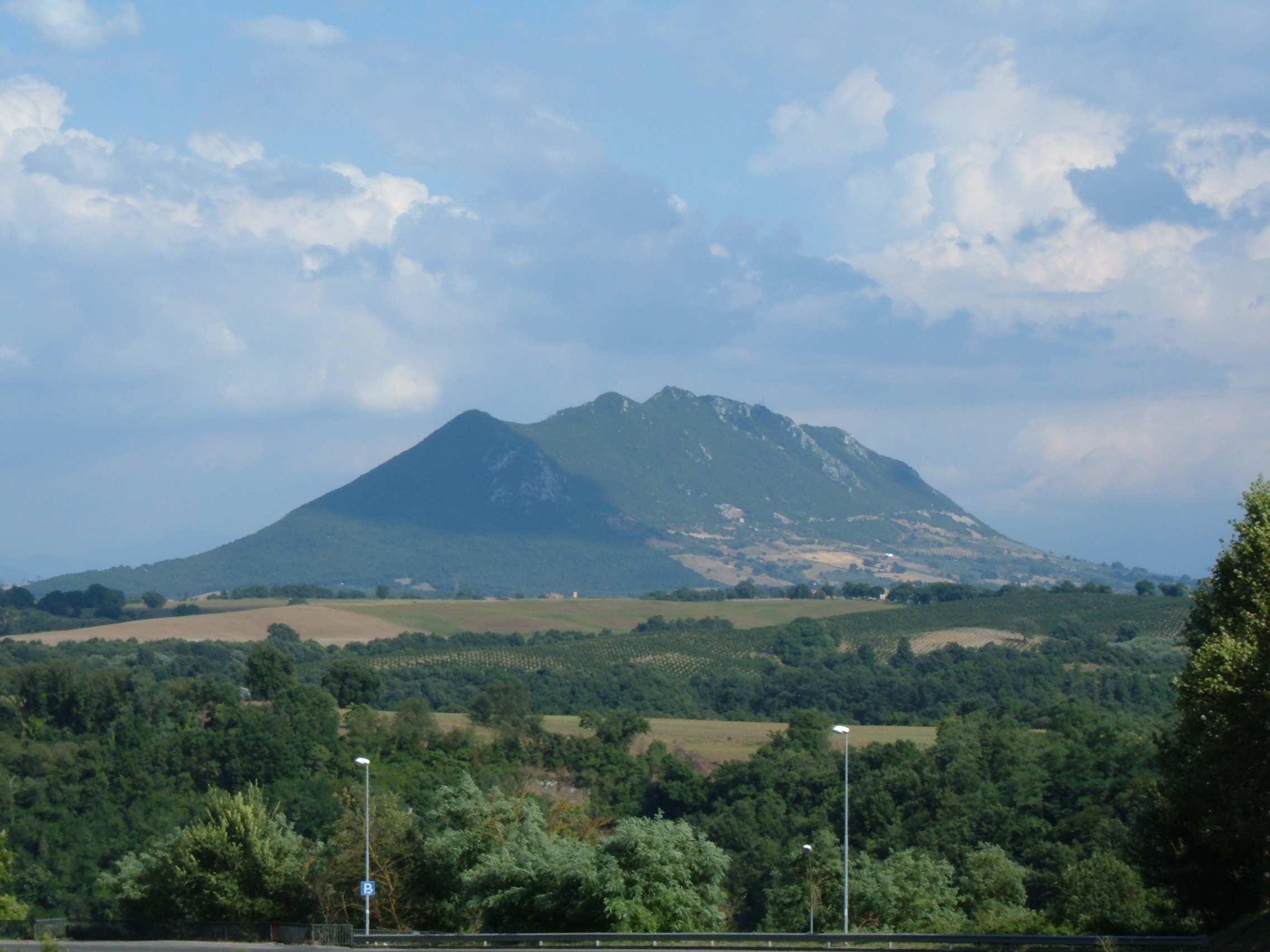
Il monte Soratte visto da Civita Castellana, nel Lazio, trasformato nel film in un'ambientazione piemontese.

Circa i set inerenti l'ambiente lavorativo, il concorso di ammissione all'Arma è stato ripreso presso la vera Scuola Allievi Carabinieri di Roma, mentre il successivo addestramento è stato girato alla città militare della Cecchignola, nell'Agro Romano; sempre in quest'area, la basilica di Sant'Aurea a Ostia Antica è teatro del funerale di Adalberto. Rimanendo in territorio laziale, la sequenza dell'operazione antidroga, nella finzione ambientata nel Nord Italia, in realtà è stata messa in scena a Civita Castellana, nei pressi del monte Soratte. Il sequestro e successivo conflitto a fuoco a bordo del treno, in cui rimane ferito Glauco, è stato invece ripreso alla stazione di Poggio Mirteto, in provincia di Rieti.
Tra i set piemontesi, le sequenze ambientate al Piazzo sono state girate nello storico borgo biellese, così come altre riprese esterne a Torino, inerenti l'hotel in cui Marino sorprende Glauco e Rita, in piazza Carlo Felice (seppur "mescolate" con gli interni liberty di un altro palazzo romano), e la stazione di Porta Nuova.

## Colonna sonora
Il tema musicale utilizzato nei titoli di testa è stato in seguito ripreso nel film Il tenente dei carabinieri di Maurizio Ponzi (1986), in cui Montesano è protagonista, ancora accanto a Boldi. Nel film è presente anche la canzone Vorrei cantata degli Stadio.

## Accoglienza

### Incassi
Il film è stato il quarto maggiore incasso nella stagione cinematografica italiana 1984-85 con 13 486 430 000 lire.